# Várdai István (csellista)
Ifjú Várdai István (Pécs, 1985. november 11. –) Liszt Ferenc-díjas magyar gordonkaművész, érdemes művész. Jelenleg egy 1673-ban készült „Ex du Pré-Harrell” nevű Stradivari-csellón játszik. A Virtuózok komolyzenei tehetségkutató egyik zsűritagja.

## Életútja
Pécsen nőtt fel zenészcsaládban, édesanyja Huszics Ibolya zongoratanár, édesapja Várdai István karnagy-zenetanár. A Tiborc utcai német nemzetiségi általánosba járt. Nyolcévesen Mátrai Mária tanította csellózni, már ekkor rendkívüli tehetségnek bizonyult. 2004-ig a Bartók Béla Konzervatóriumban tanult, ebben az időszakban háromszor nyert a Popper Dávidról elnevezett nemzetközi zenei versenyen (2000, 2003, 2004). 2007-ben harmadik lett a XIII. Nemzetközi Csajkovszkij Versenyen Moszkvában, 2008-ban pedig első díjat nyert a Genfi Nemzetközi Zenei Versenyen, valamint övé lett a közönségdíj, a Coup de Cœur Breguet-díj és a Pierre Fournier-díj is. Diplomáját 2009-ben szerezte meg a budapesti Zeneakadémián, Mező László növendékeként, majd a bécsi Zeneakadémián tanult tovább, ahol Reinhard Latzko volt a tanára. 2010 és 2013 között a Kronberg Academyn tanult Frans Helmersontól, eközben 2012-ben elnyerte a világ legígéretesebb fiatal zenészének odaítélt Prix Montblanc-t, majd 2014-ben az ARD nemzetközi csellóversenyét Münchenben.
2015-től Baráti Kristóffal együtt a kaposvári Kaposfest Nemzetközi Kamarazenei Fesztivál művészeti vezetője, 2017 óta a mannheimi Staatliche Hochschule für Musik und Darstellende Kunst professzora. 2018 őszétől a bécsi Zeneakadémia (Universität für Musik und Darstellende Künste) cselló tanszékét vezeti. Többek között Natalja Gutman, Natalija Sahovszkaja, Schiff András és Starker János mesterkurzusain is részt  vett.
Nős, felesége Varga Eszter harsonaművész.

## Hangszerei
2016 végén egy ismeretlen német mecénás hangszert adományozott neki, amit „Ex du Pré-Harrell Stradivarius” néven tartanak számon, utalva korábbi tulajdonosaira, a fiatalon elhunyt angol csellistára, Jacqueline du Prére és Lynn Harrell  amerikai művészre. Korábbi hangszere egy 1720-ban készült Montagnana cselló volt.

## Diszkográfia
- Dancing Cello, 2018
- J.S. Bach 6 Suites for Cello Solo, 2017
- Cello Variations, 2014
- Kodaly: Music for Cello, 2017 (Várdai István, Würtz Klára)
- Elgar, Janacek & Prokoviev: István Várdai, 2009
- Singing Cello, 2016
- Vanhal: Symphony in C major - Cello Concerto in C major - Symphony in E minor, 2012

## Díjai, kitüntetései
- Junior Prima díj (2009)
- Prix Montblanc (2012)
- Liszt Ferenc-díj (2015)
- Prima díj (2017)
- Érdemes művész (2025)[1]

## Kapcsolódó szócikk
- Csellisták listája